# Cyclopia glabra
Cyclopia glabra là một loài thực vật có hoa trong họ Đậu. Loài này được (Hofmeyr & E. Phillips) A.L. Schutte miêu tả khoa học đầu tiên năm 1997.